# Flottille 17F
La flottille 17F est une unité de combat de l'Aéronautique navale française créée le 1er avril 1958. Après avoir été la dernière flottille de la Marine équipée de Super-Étendard modernisés ("SEM") la flottille 17F a commencé sa migration sur Rafale à l'été 2016. Elle est traditionnellement surnommée "La Glorieuse".

## Historique

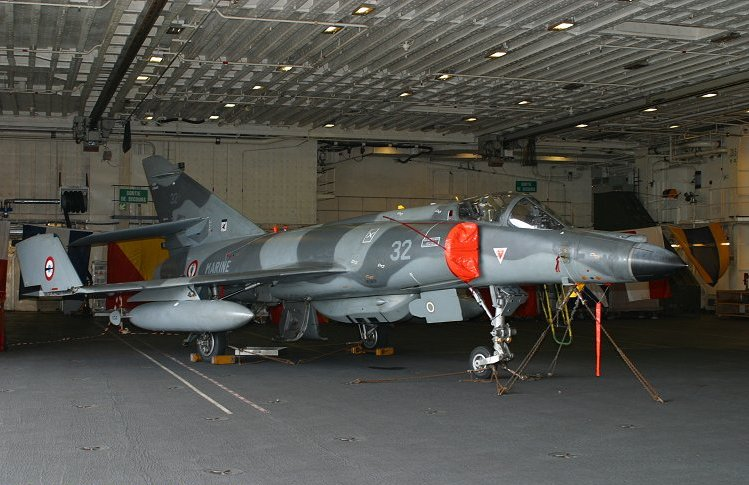
Un Super-Étendard modernisé de la 17F dans les hangars du Charles de Gaulle

La flottille 17F est officiellement créée le 1er avril 1958 sur la BAN Hyères-Le Palyvestre. Elle est destinée initialement à l'entraînement opérationnel (tir, bombardement, réalisation de missions d'assaut, qualification appontage) et équipée de Chance Vought F4U-7 Corsair. La 17F déménage presque aussitôt pour la BAN Karouba. Elle est déclarée opérationnelle en novembre 1959.
De décembre 1959 en mars 1962, la flottille participe aux opérations en Algérie. Elle participe aussi à la bataille de Bizerte en juillet 1961. Elle est dissoute en avril 1962. Reconstituée le  6 juin 1964 sur Étendard IVM, elle participe entre autres aux opérations Saphir, lors de l'indépendance de Djibouti et à la campagne d'essais nucléaires français dans le Pacifique, en armant alternativement les porte-avions Foch et Clemenceau de 1964 à 1997. 
La flottille reçoit ses premiers Étendard ("SUE") à partir de septembre 1980. Elle effectue plusieurs missions opérationnelles notamment au Liban (raid de représailles sur Baalbek en novembre 1983, protection du rapatriement des ressortissants français en 1989). 
Le 18 août 1993, la 17F quitte Hyères pour la BAN Landivisiau et est, un an plus tard, la première unité à recevoir des Super-Étendard modernisés ("SEM"). Notons, le 15 mars 1983, une tentative infructueuse de couler un cargo en feu qui s'échouera ensuite en Corse.
Depuis, la flottille a participé à de nombreuses opérations extérieures :
- en ex-Yougoslavie (FORPRONU, KFOR), opération Balbuzard ;
- en Afghanistan : à partir de 2001, les Super-Étendard opèrent à partir du porte-avions Charles de Gaulle, admis au service actif le 18 mai de cette même année. À la suite des attentats du 11 septembre 2001 et du déclenchement de l'intervention armée en Afghanistan, les Super-Étendard de la marine nationale sont engagés dans le cadre du dispositif français (opération Héraclès lancée le 21 novembre 2001). À ce titre, ils effectuèrent de nombreuses missions au-dessus de l'Afghanistan, tant de reconnaissance que d'appui feu (opérant dans ce cas en binôme, un premier appareil désignant la cible au laser, un second larguant une BGL de 250 kg), en particulier lors de l'opération Anaconda engagée par les Américains le 2 mars 2002 dans l'est du pays. La distance parcourue lors de ces missions est de l'ordre de 3 000 km, nécessitant trois ou quatre ravitaillements en vol. Les Super-Étendard de la flottille 17F seront de nouveau déployés au-dessus du théâtre afghan en mai 2006, en mars 2007 et du 6 juin 2008[3] au 5 octobre 2008 depuis l'aéroport international de Kandahar), totalisant à cette occasion 930 heures de vol (244 sorties, dont 119 d'appui aérien rapproché, tirant notamment les nouvelles bombes guidées laser et GPS GBU-49).
- Elle a participé activement à l'opération Agapanthe en 2010, au large de l'Afghanistan, ainsi qu'à l'opération Harmattan de mars à août 2011, au large de la Libye.

En septembre 2011, la 17F devient la dernière unité française à utiliser les SEM, à la suite du passage sur Rafale de la flottille 11F. 
En juillet 2016 la 17F remplace les SEM par les Rafale.

## Bases

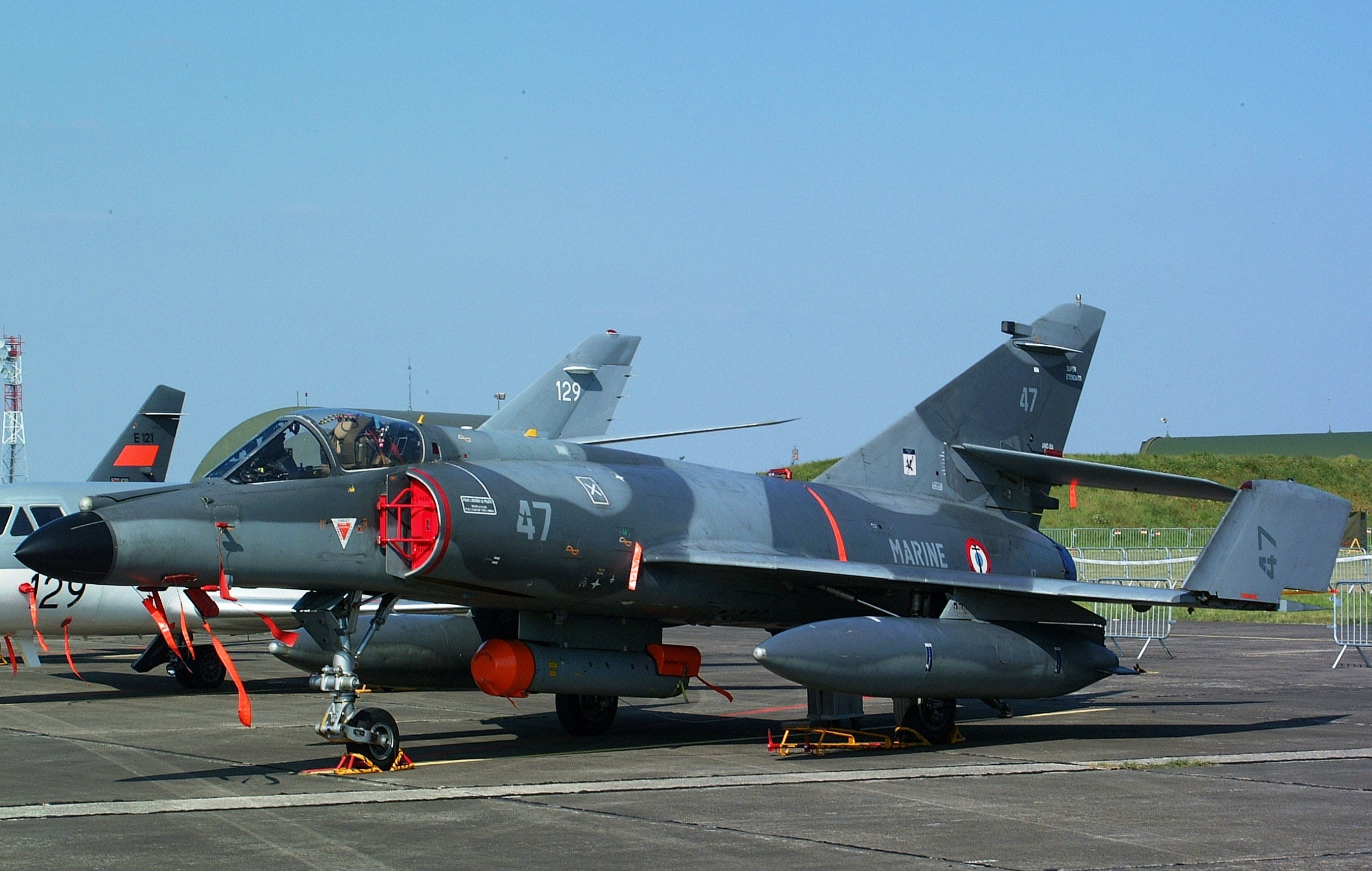
Le SEM No 47 de la flottille17F, sur la BAN de Landivisiau

- BAN Hyères Le Palyvestre (avril 1958-août 1958)
- BAN Karouba (août 1958-mars 1962)
- BAN Hyères Le Palyvestre (janvier 1964-décembre 1967)
- porte-avions Clemenceau (janvier 1968-décembre 1968)
- BAN Hyères Le Palyvestre (décembre 1968-juillet 1993)
- BAN Landivisiau (depuis juillet 1993)

## Appareils
- Chance Vought F4U-7 Corsair (avril 1958-avril 1962)
- Dassault Étendard IVM (juin 1964-juin 1980)
- Dassault Super-Étendard (septembre 1980-juin 2016)
- Dassault Rafale (depuis septembre 2016)

## Fanion
Le 24 mai 2012, son fanion est décoré de la croix de la valeur militaire avec une palme. Elle reçoit la fourragère aux couleurs de la croix de la valeur militaire le 20 janvier 2014.